# Universidade de Busitema
A Universidade de Busitema (Busitema University - BU) é uma universidade pública de Uganda, localizada na cidade de Busitema, no distrito de Busia. A universidade tem como seu foco o ensino de engenharia, educação em ciências, ciências da saúde, ciências naturais e ambientais, ciências agrícolas e veterinárias, e ciências de gestão e negócios.
Foi fundada em 1968, com subsídio da União Soviética, como Escola Nacional de Mecanização Agrícola de Busitema. Em 2007, a escola foi elevada ao status de universidade, oferecendo certificado, diploma e cursos de graduação.